# 袋鼹属
袋鼴屬（學名：Notoryctes），屬於哺乳綱，袋鼴目下只有袋鼴科一科，袋鼴科只有袋鼴屬一屬。只有兩個種，但目前對其所知仍然甚少。

## 分布
分佈於澳大利亞西北部和中部的荒漠地帶。

## 下層物種
本屬包括以下物種：
- 托氏袋鼴 Notoryctes caurinus Thomas, 1920
- 南方袋鼴 Notoryctes typhlops (Stirling, 1889)

歸入本屬的物種：
- 秦嶺新鼫 Neoryctes qinlingensis Tong, 1997，發現於河南省南陽市淅川縣的中始新世（E2）中期的化石。

## 型態
體形如鼴，成體長12至16釐米，尾長2～3厘米，體重約40至60克。高度適應地下生活，眼隱於皮下，無晶體，直徑僅1毫米，因此缺乏視力；耳無耳殼。前肢強而有力，三、四趾的爪特長，有如鏟子的功能，其它趾縮小；後足中間有三趾有長爪；第一趾小而有甲，第五趾留有痕迹。雌獸在生殖季節有很發達的育幼袋，分隔為二，且出口向下，以免育兒袋內裝滿沙，每邊各有一乳頭。

## 習性
棲息於灌叢荒漠地帶和沙質窪地，主食甲蟲幼蟲和卵。掘土方式於鼩形目鼴鼠有明顯區別，在地下遊走，身後不會留下永久性洞道。

## 保育狀況
為瀕危動物。